# Jaroslav Jirkovský
Jaroslav Jirka Jirkovský (* 19. Oktober 1891 in Břevnov, Österreich-Ungarn; † 31. August 1966 in Prag, Tschechoslowakei) war ein böhmisch-tschechoslowakischer Eishockey- und Fußballspieler, der zwischen 1907 und 1933 beim SK Slavia Prag aktiv war. Mit der böhmischen und tschechoslowakischen Nationalmannschaft gewann er mehrfach die Goldmedaille bei Europameisterschaften und nahm an den Olympischen Winterspielen 1924 teil.

## Karriere
Ab etwa 1907 spielte Jirkovský Fußball, Eishockey und Bandy beim SK Slavia Prag. Für die böhmische Fußballnationalmannschaft lief er zwischen 1907 und 1908 in drei Spielen auf, ohne ein Tor zu erzielen. Anschließend wendete er sich dem Eishockeysport zu.

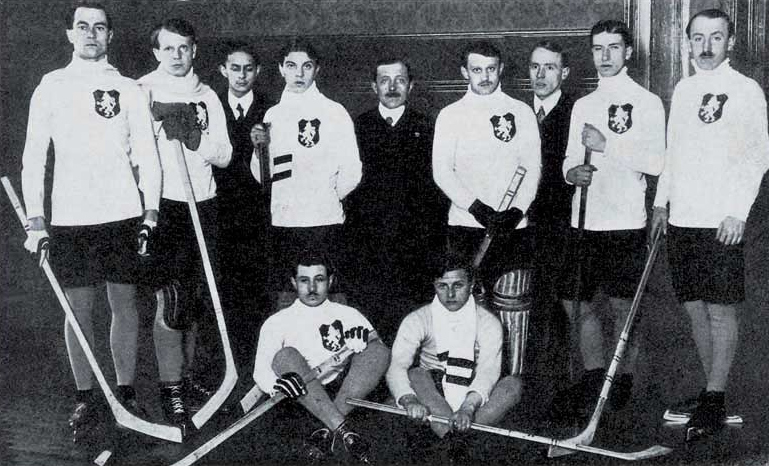
Europameisterschaft 1911, Jaroslav Jirkovský sitzend links

Mit Slavia wurde er in den folgenden Jahren mehrfach böhmischer Eishockeymeister und Meister der böhmischen Kronländer. Sein erstes internationales Eishockeyturnier bestritt Jirkovský mit der böhmischen Eishockeynationalmannschaft bei der Eishockey-Europameisterschaft 1911 und wurde dort Europameister. Weitere Teilnahmen an Europameisterschaften folgten 1912, 1913 und 1914. Während der Saison 1914/15 der Wiener Eishockey-Meisterschaft absolvierte Jirkovský mindestens sechs Partien für den Sportklub Slovan aus Wien, bei dem er zu den besten Spielern gehörte.
Jirkovský wurde im Ersten Weltkrieg eingezogen, als Telegraphist eingesetzt und am 30. August 1915  von russischen Soldaten gefangen genommen. Er wurde anschließend fünf Jahre lang, bis zum 18. Juni 1920, als Kriegsgefangener in einem russischen Arbeitslager in Sibirien interniert und kehrte erst im Herbst 1920 nach Böhmen zurück. Anschließend begann er wieder mit dem Eishockeysport und vertrat sein Heimatland bei weiteren Europameisterschaften und den Olympischen Winterspielen 1924.
Insgesamt absolvierte er offiziell 35 Länderspiele für Böhmen und die Tschechoslowakei, in denen er 36 Tore erzielte. Hinzu kamen fünf Einsätze bei zwei LIHG-Meisterschaften, bei denen Vereinsteams ihr Heimatland vertraten. Bei den Europameisterschaften 1921, 1922 und 1926 agierte er als Kapitän der tschechoslowakischen Nationalmannschaft. 1928 gab es Diskussionen um seine Nicht-Nominierung für die Olympischen Winterspiele aufgrund seines Alters.
Bis etwa 1933 spielte er für den SK Slavia Eishockey, unter anderem beim Tatra Cup 1929/30 und 1930/31. Jirkovský wurde 2010 posthum in die tschechische Eishockey-Ruhmeshalle aufgenommen.

## Erfolge und Auszeichnungen
- 1911 Goldmedaille bei der Europameisterschaft
- 1912 Goldmedaille bei der Europameisterschaft (annulliert)
- 1913 Silbermedaille bei der Europameisterschaft
- 1914 Goldmedaille bei der Europameisterschaft
- 1921 Silbermedaille bei der Europameisterschaft
- 1922 Goldmedaille bei der Europameisterschaft
- 1923 Bronzemedaille bei der Europameisterschaft
- 1925 Goldmedaille bei der Europameisterschaft
- 1926 Silbermedaille bei der Europameisterschaft

## Karrierestatistik
(Legende zur Spielerstatistik: Sp oder GP = absolvierte Spiele; T oder G = erzielte Tore; V oder A = erzielte Assists; Pkt oder Pts = erzielte Scorerpunkte; SM oder PIM = erhaltene Strafminuten; +/− = Plus/Minus-Bilanz; PP = erzielte Überzahltore; SH = erzielte Unterzahltore; GW = erzielte Siegtore; 1 Play-downs/Relegation; Kursiv: Statistik nicht vollständig)